# Joel Henry Hildebrand Award
Der Joel Henry Hildebrand Award in the Theoretical and Experimental Chemistry of Liquids wird seit 1981 und seit 1983 jährlich von der American Chemical Society für herausragende theoretische und experimentelle Forschungsergebnisse auf dem Gebiet der Chemie und Physik der Flüssigkeiten vergeben. Der Preis wurde nach Joel Henry Hildebrand benannt, der diesen Preis anlässlich seines 100. Geburtstages 1981 als erster Wissenschaftler erhielt. Gegenwärtig ist ExxonMobil Research and Engineering Sponsor des Preises.

## Preisträger
- 1981 Joel Henry Hildebrand
- 1983 Jiri Jonas
- 1984 Robert L. Scott
- 1985 Bernie J. Alder
- 1986 Frank H. Stillinger
- 1987 Stuart A. Rice
- 1988 Hans C. Andersen
- 1989 David Chandler
- 1990 John D. Weeks
- 1991 Howard Reiss
- 1992 Benjamin Widom
- 1993 Jerome K. Percus
- 1994 Robert W. Zwanzig
- 1995 Michael E. Fisher
- 1996 George Stell
- 1997 Harold L. Friedman
- 1998 Irwin Oppenheim
- 1999 Douglas J. Henderson
- 2000 Harry L. Frisch
- 2001 William M. Gelbart
- 2002 Bruce J. Berne
- 2003 Lesser Blum
- 2004 C. Austen Angell
- 2005 James T. Hynes
- 2006 Kenneth B. Eisenthal
- 2007 Keith E. Gubbins
- 2008 Pablo G. Debenedetti
- 2009 Graham R. Fleming
- 2010 Peter J. Rossky
- 2011 Geraldine L. Richmond
- 2012 William L. Jorgensen
- 2013 Mark D. Ediger
- 2014 Jack H. Freed
- 2015 Mark Maroncelli
- 2016 Kenneth S. Schweizer
- 2017 Salvatore Torquato
- 2018 Lawrence R. Pratt
- 2019 Gregory A. Voth
- 2020 Kenneth S. Suslick
- 2021 Biman Bagchi
- 2022 Richard M. Stratt